# Peridier (cráter)
Peridier es un cráter de impacto del planeta Marte situado al suroeste del cráter Nier, al noroeste de Du Martheray y al este de Baldet, a  25.5° norte y 83.8º este. El impacto causó un boquete de 100 kilómetros de diámetro. El nombre fue aprobado en 1973 por la Unión Astronómica Internacional, en honor al ingeniero eléctrico y astrónomo francés Julien Peridier (1882-1967).